# Falcileptoneta boeunensis
Espèce
Falcileptoneta boeunensis est une espèce d'araignées aranéomorphes de la famille des Leptonetidae.

## Distribution
Cette espèce est endémique de Corée du Sud. Elle se rencontre à Songnisan-myeon dans le Chungcheong du Nord.

## Description
Le mâle holotype mesure 1,60 mm et la femelle paratype 1,50 mm.

## Étymologie
Son nom d'espèce, composé de boeun et du suffixe latin -ensis, « qui vit dans, qui habite », lui a été donné en référence au lieu de sa découverte, le district de Boeun

## Publication originale
- Seo, 2015 : Ten new species of the genus Falcileptoneta (Araneae, Leptonetidae) from Korea. Korean Journal of Environmental Biology, vol. 33, no 3, p. 290-305 (texte intégral).